# 個人生活
『個人生活』（こじんせいかつ、フランス語: La Race des seigneurs）は、1974年に公開されたフランスの映画。フェリシアン・マルソーの小説を原作としている。監督はピエール・グラニエ＝ドフェール。出演はアラン・ドロンなど。

## キャスト
※括弧内は日本語吹替（初回放送1978年2月5日『日曜洋画劇場』）
- ジュリアン・ダンディユ：アラン・ドロン（野沢那智）
- クリージー：シドニー・ローム（三浦真弓）
- ルネ・ヴィバート：ジャンヌ・モロー（藤野節子）
- サヴァラン：ジャン・マルク・ポリー（伊藤克）
- ドミニク：クロード・リッシュ（青野武）

## スタッフ
- 監督：ピエール・グラニエ＝ドフェール
- 脚本：ピエール・グラニエ＝ドフェール、パスカル・ジャルダン
- 台詞：フェリシアン・マルソー
- 撮影：ワルター・ウォティッツ
- 音楽：フィリップ・サルド